# Arcidiocesi di San Fernando
L'arcidiocesi di San Fernando (in latino Archidioecesis Sancti Ferdinandi) è una sede metropolitana della Chiesa cattolica nelle Filippine. Nel 2023 contava 2.535.615 battezzati su 2.951.705 abitanti. È retta dall'arcivescovo Florentino Galang Lavarias.

## Territorio
L'arcidiocesi comprende la provincia filippina di Pampanga.
Sede arcivescovile è la città di San Fernando, dove si trova la cattedrale di San Ferdinando.
Il territorio è suddiviso in 97 parrocchie.

### Provincia ecclesiastica
La provincia ecclesiastica di San Fernando, istituita nel 1975, comprende le seguenti suffraganee:
- la diocesi di Iba, eretta come prelatura territoriale il 12 giugno 1955 ed elevata al rango di diocesi il 15 novembre 1982;
- la diocesi di Tarlac, eretta il 12 febbraio 1963;
- la diocesi di Balanga, eretta il 17 marzo 1975.

La provincia ecclesiastica si estende sulle province civili filippine di Pampanga, Bataan, Zambales e Tarlac sull'isola di Luzon.

## Storia
La diocesi di San Fernando fu eretta l'11 dicembre 1948 con la bolla Probe noscitur di papa Pio XII, ricavandone il territorio dall'arcidiocesi di Manila, di cui era originariamente suffraganea.
Nel 1950 fu istituito il seminario diocesano, dedicato alla Madre del Buon Consiglio.
Il 12 giugno 1955 cedette una porzione del suo territorio a vantaggio dell'erezione della prelatura territoriale di Iba (oggi diocesi).
Il 16 febbraio 1963 cedette altre porzioni di territorio a vantaggio dell'erezione delle diocesi di Cabanatuan e di Tarlac.
Il 17 marzo 1975 ha ceduto un'ulteriore porzione di territorio a vantaggio dell'erezione della diocesi di Balanga e nel contempo è stata elevata al rango di arcidiocesi metropolitana con la bolla Aptam Ecclesiarum di papa Paolo VI.

## Cronotassi dei vescovi
Si omettono i periodi di sede vacante non superiori ai 2 anni o non storicamente accertati.
- Cesar Maria Guerrero y Rodriguez † (14 maggio 1949 - 14 marzo 1957 dimesso[1])
- Emilio Cinense y Abera † (15 marzo 1957 - 5 maggio 1978 deceduto)
- Oscar Valero Cruz † (22 maggio 1978 - 24 ottobre 1988 dimesso)
- Paciano Basilio Aniceto (31 gennaio 1989 - 25 luglio 2014 ritirato)
- Florentino Galang Lavarias, dal 25 luglio 2014

## Statistiche
L'arcidiocesi nel 2023 su una popolazione di 2.951.705 persone contava 2.535.615 battezzati, corrispondenti all'85,9% del totale.
| anno | popolazione | popolazione | popolazione | presbiteri | presbiteri | presbiteri | presbiteri                | diaconi | religiosi | religiosi | parrocchie |
| anno | battezzati  | totale      | %           | numero     | secolari   | regolari   | battezzati per presbitero | diaconi | uomini    | donne     | parrocchie |
| ---- | ----------- | ----------- | ----------- | ---------- | ---------- | ---------- | ------------------------- | ------- | --------- | --------- | ---------- |
| 1950 | 884.338     | 982.765     | 90,0        | 116        | 103        | 13         | 7.623                     |         |           | 30        | 89         |
| 1970 | 657.289     | 799.104     | 82,3        | 109        | 97         | 12         | 6.030                     |         | 16        | 83        | 59         |
| 1980 | 968.000     | 1.043.000   | 92,8        | 87         | 78         | 9          | 11.126                    |         | 16        | 104       | 51         |
| 1990 | 1.435.000   | 1.455.000   | 98,6        | 142        | 119        | 23         | 10.105                    |         | 28        | 100       | 64         |
| 1999 | 2.037.218   | 2.765.872   | 73,7        | 144        | 128        | 16         | 14.147                    |         | 38        | 108       | 84         |
| 2000 | 2.671.487   | 2.840.178   | 94,1        | 148        | 134        | 14         | 18.050                    |         | 38        | 142       | 84         |
| 2001 | 2.732.420   | 2.978.850   | 91,7        | 156        | 138        | 18         | 17.515                    |         | 44        | 144       | 84         |
| 2002 | 2.791.444   | 2.998.194   | 93,1        | 157        | 141        | 16         | 17.779                    |         | 43        | 145       | 90         |
| 2003 | 2.865.530   | 3.115.020   | 92,0        | 160        | 144        | 16         | 17.909                    |         | 43        | 155       | 92         |
| 2004 | 2.800.000   | 3.000.000   | 93,3        | 162        | 145        | 17         | 17.283                    |         | 52        | 152       | 93         |
| 2010 | 3.145.000   | 3.370.000   | 93,3        | 164        | 150        | 14         | 19.176                    |         | 36        | 118       | 92         |
| 2014 | 3.388.000   | 3.630.000   | 93,3        | 175        | 161        | 14         | 19.360                    |         | 36        | 119       | 94         |
| 2017 | 2.246.982   | 2.524.699   | 89,0        | 165        | 151        | 14         | 13.618                    |         | 36        | 119       | 94         |
| 2020 | 2.379.280   | 2.687.380   | 88,5        | 164        | 149        | 15         | 14.507                    |         | 25        | 141       | 94         |
| 2022 | 2.494.547   | 2.900.637   | 86,0        | 162        | 146        | 16         | 15.398                    |         | 23        | 137       | 97         |
| 2023 | 2.535.615   | 2.951.705   | 85,9        | 167        | 151        | 16         | 15.183                    |         | 23        | 125       | 97         |